# ダンテ・リゴ
ダンテ・リゴ（Dante Rigo、1998年12月11日 - ）は、ベルギー・トレーメロ出身のサッカー選手。ジュピラー・プロ・リーグ・KベールスホットVA所属。ポジションはMF。
PSVアイントホーフェンでのデビュー戦はKNVBカップのSDCパッテン。

## 経歴
リゴは2016年8月12日、ヨングPSVにてSCカンブール・レーワルデンとのリーグ戦でプロデビューを果たした。
2019年6月20日、スパルタ・ロッテルダムに2019-20シーズン終了までレンタルされた。2020年2月12日、エールディヴィジ第22節ADOデン・ハーグ戦での活躍を評価され、Voetbal Internationlaが選ぶ第22節ベストイレブンに選出された。
2020年8月31日、ADOデン・ハーグへ1シーズンのレンタル移籍で加入することが発表された。
2021年2月1日、ADOデン・ハーグへのレンタル移籍を打ち切り、シーズン後半はヨングPSVでプレーすることが発表された。
2022年1月4日、KベールスホットVAに移籍した。